# Камйонка (Ропчицько-Сендзішовський повіт)
Камйонка (пол. Kamionka) — село в Польщі, у гміні Острув Ропчицько-Сендзішовського повіту Підкарпатського воєводства.
Населення — 886 осіб (2011).
У 1975-1998 роках село належало до Ряшівського воєводства.

## Демографія
Демографічна структура станом на 31 березня 2011 року:
|          | Загалом | Допрацездатний вік | Працездатний вік | Постпрацездатний вік |
| -------- | ------- | ------------------ | ---------------- | -------------------- |
| Чоловіки | 449     | 109                | 304              | 36                   |
| Жінки    | 437     | 96                 | 249              | 92                   |
| Разом    | 886     | 205                | 553              | 128                  |